# Джолоф (империя)
Империя Джолоф (также Волоф, араб. امبراطورية) - доколониальное западноафриканское государство, расположенное на территориях современных Сенегала и Мали.

## История

### Легенда об основании
Согласно местным устным преданиям, волофы были первыми и доминирующими жителями региона, ставшим территорией империи Джолоф. Основателем государства волофов был легендарный Ндиадиан Ндиайе. Информация о данной личности разнится: по одним данным, он был сыном принца-альморавида Абу Дардая, по вторым - фульбе, по третьим - серерским принцем.
Легенда о Ндиадиане Ндиайе имеет множество вариаций, но у них есть некоторые важные общие черты. Она начинается с того, что его отец умирает, а мать снова выходит замуж за раба. Этот брак настолько разозлил Ндиайе, что он прыгнул в реку Сенегал и начал жить под водой. Он спустился вниз по течению к Ваало. В то время эта территория была разделена на деревни, которыми управляли отдельные ламаны, некоторые из которых вступили в спор из-за леса у озера (в некоторых версиях это спор из-за улова рыбы). Это едва не привело к кровопролитию, но было остановлено таинственным появлением незнакомца с озера, коим и был Ндиадиан Ндиайе. Незнакомец справедливо разделил лес и исчез, оставив людей в благоговейном страхе. Тогда люди устроили второй спор и похитили незнакомца, когда он вернулся. Они предложили ему стать королём их страны. Когда об этих событиях доложили правителю королевства Сине, он, как сообщается, в изумлении воскликнул «Ндиадиан Ндиайе» на своём родном серерском языке. Затем он предложил всем правителям между рекой Сенегал и рекой Гамбия добровольно подчиниться этому человеку, что они и сделали.
Джон Доннелли Фейдж предполагает, что «возвышение империи было связано с усилением власти волофов за счёт древнего суданского государства Такрур в XIV веке».

### Начало расширения
Самые ранние века истории Джолофа известны только по устным преданиям, но сохранилось мало подробностей. В относительно засушливый период (ок. 1100–1500 гг.) империя Джолоф расширялась на юг и запад, постепенно подчиняя и очищая от неволофов местные правящие классы. Таким образом, в империю были интегрированы более мелкие государства по типу Кайора или Баола. К концу XIV века уже успела сформироваться конфедерация Джолофа, в которую вошли Ваало, Баол, Кайор, Сине и Салум.

### Пик могущества
Начиная с 1440-х годов, португальские корабли начали посещать побережье, первоначально стремясь захватить рабов, но вскоре переключившись на торговлю. Расширению Джолофа, возможно, способствовала покупка лошадей у этих торговцев.
Расцвет империи пришёлся на правление Бирама Нджеме Элера. В 1450-х годах предположительно он завоевал Намандиру и Такрур. По мере упадка империи Мали захватывал выпавшие из неё государства, также расширил свой контроль над торговлей золотом.

### Война за престолонаследие
После смерти Элера за престол боролись его сын Бокар Биге и племянник Тасе Даагулен, победителем вышел последний. Этот конфликт был в некотором роде противостоянием между системами наследования по мужской и женской линиями, поскольку Бирам Элер и Тасе Даагулен были членами матрилинейной семьи Джонай.
С 1455 по 1489 гг. был период междоусобных войн между пятьми претендентами. 
В начале XVI века империя Джолоф ещё сохраняла могущество, но проблемы с торговлей, из-за которой её вассалы получали львиную долю от доходов, сказывалось на авторитете государства. 

### Битва при Данки
В 1549 году Кайор успешно отделился от империи Джолоф под предводительством наследного принца Амари Нгуне Собела Фолла, победив Джолоф в битве при Данки. Эта битва вызвала цепную реакцию, в результате которой Ваало и Баол также покинули империю. К 1600 году империя Джолоф фактически прекратила своё существование. Кайор вторгся в Баол, своего южного соседа, и начал формировать собственный союз. Джолоф был низведён до уровня королевства; тем не менее титул буурба оставался связанным с имперским престижем и вызывал номинальное уважение у его древних вассалов.

## Общество
В обществе империи Джолоф существовала развитая иерархическая система, включавшая различные классы королевской и некоролевской знати, свободных людей, профессиональные касты и рабов. Представители знати Джолофа номинально были анимистами, но некоторые сочетали это с исламом. Женщины не могли выходить замуж за представителей высших сословий, и их дети не наследовали более высокий статус отца. Правитель Джолофа был известен как Бурба или Буурба, которого избирала коллегия выборщиков, включавшая правителей пяти основных королевств, входивших в состав империи.